# Христина Курдулија
Христина (световно Милојка Курдулија; Корита код Билеће, 2. април 1937) православна је монахиња, ктитор и старешина Манастира Корита.

## Биографија
Игуманија Христина (Курдулија) рођена је 2. априла 1937. године у селу Корита код Билеће, од врло побожних родитеља оца Јована и мајке Јеле. Основну школу завршила је у родном месту. Приликом крштења је добила име Милојка.
Свој монашки пут започиње 1969. године када долази у Манастир Манасију код Деспотовца, као искушеница код тадашње схи-игуманије Параскеве (Јовановић). Монашки постриг је примила 14. марта 1971. године у Манастиру Манасији, од стране епископа браничевскога господина Хризостома (Војиновића), добивши монашко име Христина.
Из Манастира Манасије, 1978. године прелази у Манастир Острог код Даниловграда, и ту остаје до 1992. године када опет по потреби службе прелази у Епархију захумско-херцеговачка и приморска у Манастир Добрићево код Ораха, а потом и у Манастир Дужи код Требиња, где остаје до 2006. године.
Благословом тадашњег епископа захумско-херцеговачког и приморског господина Григорија (Дурића), 2006. године монахиња Христина долази у своје родно место Корита код Билеће, где својим трудом и напорном 2008. године оснива и подиже Манастир Корита и посвећује га Светом Јовану Кронштатскому. Манастир Корита је освештан 12. октобра 2014. године.